# L'Été 36
Pour plus de détails, voir Fiche technique et Distribution.
L'Été 36 est un téléfilm français en deux épisodes de Yves Robert diffusé les 06 et 13 février 1986 sur Antenne 2.

## Fiche technique
Source : IMDb, sauf mention contraire
- Réalisateur : Yves Robert
- Scénariste : Yves Robert adapté d'après le roman éponyme de Bertrand Poirot-Delpech
- Producteur : Danièle Delorme
- Musique du film : Vladimir Cosma
- Directeur de la photographie : Martial Thury
- Montage : Pierre Gillette
- Création des décors : Philippe Combastel
- Création des costumes : Anne-Marie Marchand
- Société(s) de production : Antenne 2, Les Productions de la Guéville, RTBF et Televisión Española (TVE)
- Format : Couleur - Son mono
- Pays d'origine : France
- Durée : 2x 90 minutes
- Dates de diffusion : 6 février 1986 et 13 février 1986

## Distribution
- Christian Clavier : Alexis
- Anaïs Jeanneret : Victoire Saint-Aubert
- Jean-Pierre Bouvier : Gabin
- Marie-Christine Barrault : Lise
- Michel Aumont : Henri
- Fernando Rey : le général Saint-Aubert
- Denise Gence : Marguerite Saint-Aubert
- Jean Carmet : Vichy Fraise
- Etienne Chicot : Polo
- Christian Marin : Leostic
- Cécile Vassort : Elia
- Jeanne Herviale : Mère Mousseau
- Jean-Pierre Cassel : Yves
- Christophe Bourseiller : Bernard Saint-Aubert
- Gregory Brisson : Raymond Soupler
- Olivier Villaudy : Hubert Boulet Montreuil
- Jacques Gamblin : Alain Mercier
- Janine Souchon : Marie Leostic
- Marilyne Canto : Maryvonne
- Véronique Choquet : Odette
- Olivia Brunaux : Gilberte
- Bunny Godillot : Lily
- Mijou Kovacs : Sarah
- Axel Ganz : Sam
- Jean Rougerie : Me Hude
- Jean Bouchaud : le commissaire
- Nadine Alari : Suzanne Mercier
- Pierre Londiche : le procureur
- Boris Bergman : le médecin
- Claude Duneton : le délégué
- Cécile Galois : la chanteuse
- Renée Cariven : la colonelle Milan
- Jay La Rocca : le recruteur des Brigades
- Paul Claudon : le professeur
- Sylvie Le Brigant : les standardistes
- Tatiana Vialle : les standardistes
- Christiane Ludot : les standardistes
- Claude Ouzilou : le concierge du Ritz
- Sonia Pfirmann : la mère d'Alexis
- Serge Bary : Étienne d'Orsay
- Henri Delmas : le brigadier Ducom
- Jean-Pierre Malignon : le jeune agent
- Agnès Aubert : la bonne sœur
- Jérôme Pradon : l'étudiant
- Marcel Azzola : l'accordéoniste
- Alain Chantaraud : le clarinettiste
- Christian Lété : le batteur